# Élections municipales de 2017 dans Coaticook
 (signalé en août 2025).
Si vous disposez d'ouvrages ou d'articles de référence ou si vous connaissez des sites web de qualité traitant du thème abordé ici, merci de compléter l'article en donnant les références utiles à sa vérifiabilité et en les liant à la section « Notes et références ».
- Archive Wikiwix
- Bing
- Cairn
- DuckDuckGo
- E. Universalis
- Gallica
- Google
- G. Books
- G. News
- G. Scholar
- Persée
- Qwant
- (zh) Baidu
- (ru) Yandex
- (wd) trouver des œuvres sur Wikidata

Pour un article plus général, voir Élections municipales de 2017 en Estrie.
Cet article concerne les élections municipales de 2017 en Estrie dans la municipalité régionale de comté de Coaticook.

## Barnston-Ouest
| Candidats pour la mairie | Vote            | %               |
| ------------------------ | --------------- | --------------- |
| Johnny Piszar (Sortant)  | Sans opposition | Sans opposition |

| Candidats conseiller #1 | Vote            | %               |
| ----------------------- | --------------- | --------------- |
| Yannick Fecteau         | Sans opposition | Sans opposition |

| Candidats conseiller #2 | Vote            | %               |
| ----------------------- | --------------- | --------------- |
| Ziv Przytyk (Sortant)   | Sans opposition | Sans opposition |

| Candidats conseiller #3   | Vote            | %               |
| ------------------------- | --------------- | --------------- |
| Virginie Ashby (Sortante) | Sans opposition | Sans opposition |

| Candidats conseiller #4   | Vote            | %               |
| ------------------------- | --------------- | --------------- |
| Normand Vigneau (Sortant) | Sans opposition | Sans opposition |

| Candidats conseiller #5  | Vote            | %               |
| ------------------------ | --------------- | --------------- |
| Julie Grenier (Sortante) | Sans opposition | Sans opposition |

| Candidats conseiller #6    | Vote            | %               |
| -------------------------- | --------------- | --------------- |
| Cynthia Ferland (Sortante) | Sans opposition | Sans opposition |

## Coaticook
| Candidats pour la mairie                  | Vote  | %     |
| ----------------------------------------- | ----- | ----- |
| Simon Madore                              | 2 277 | 57,87 |
| Raynald Drolet (Sortant d'un autre poste) | 1 658 | 42,13 |
| Taux de participation : 56,4 %            |       |       |

| Candidats conseiller #1 | Vote            | %               |
| ----------------------- | --------------- | --------------- |
| Vincent Brochu          | Sans opposition | Sans opposition |

| Candidats conseiller #2     | Vote            | %               |
| --------------------------- | --------------- | --------------- |
| Sylviane Ferland (Sortante) | Sans opposition | Sans opposition |

| Candidats conseiller #3    | Vote            | %               |
| -------------------------- | --------------- | --------------- |
| Guylaine Blouin (Sortante) | Sans opposition | Sans opposition |

| Candidats conseiller #4 | Vote            | %               |
| ----------------------- | --------------- | --------------- |
| Denis Hébert            | Sans opposition | Sans opposition |

| Candidats conseiller #5 | Vote            | %               |
| ----------------------- | --------------- | --------------- |
| Gaétan Labelle          | Sans opposition | Sans opposition |

| Candidats conseiller #6 | Vote  | %     |
| ----------------------- | ----- | ----- |
| Guy Jubinville          | 2 656 | 69,09 |
| Nicolas Majeau          | 1 188 | 30,91 |

## Compton
| Candidats pour la mairie  | Vote            | %               |
| ------------------------- | --------------- | --------------- |
| Bernard Vanasse (Sortant) | Sans opposition | Sans opposition |

| Candidats district Louis-S.-St-Laurent (1) | Vote            | %               |
| ------------------------------------------ | --------------- | --------------- |
| Sylvie Lemonde                             | Sans opposition | Sans opposition |

| Candidats district Rivière Moe (2) | Vote            | %               |
| ---------------------------------- | --------------- | --------------- |
| Danielle Lanciaux                  | Sans opposition | Sans opposition |

| Candidats district Cochrane (3) | Vote            | %               |
| ------------------------------- | --------------- | --------------- |
| Jean-Pierre Charuest            | Sans opposition | Sans opposition |

| Candidats district Rivière Coaticook (4) | Vote | %     |
| ---------------------------------------- | ---- | ----- |
| Marc-André Desrochers                    | 67   | 69,07 |
| Jasmin Desmarais                         | 30   | 30,93 |

| Candidats district Hatley (5) | Vote            | %               |
| ----------------------------- | --------------- | --------------- |
| Benoît Bouthillette           | Sans opposition | Sans opposition |

| Candidats district Pomeroy (6) | Vote            | %               |
| ------------------------------ | --------------- | --------------- |
| Réjean Mégré (Sortant)         | Sans opposition | Sans opposition |

## Dixville
| Candidats pour la mairie                       | Vote            | %               |
| ---------------------------------------------- | --------------- | --------------- |
| Françoise Bouchard (Sortante d'un autre poste) | Sans opposition | Sans opposition |

| Candidats conseiller #1 | Vote            | %               |
| ----------------------- | --------------- | --------------- |
| Teddy Chiasson          | Sans opposition | Sans opposition |

| Candidats conseiller #2 | Vote            | %               |
| ----------------------- | --------------- | --------------- |
| Danielle Lamontagne     | Sans opposition | Sans opposition |

| Candidats conseiller #3 | Vote            | %               |
| ----------------------- | --------------- | --------------- |
| Sylvain Lavoie          | Sans opposition | Sans opposition |

| Candidats conseiller #4 | Vote            | %               |
| ----------------------- | --------------- | --------------- |
| Roger Heath (Sortant)   | Sans opposition | Sans opposition |

| Candidats conseiller #5 | Vote | %     |
| ----------------------- | ---- | ----- |
| Fernando Sanchez        | 92   | 57,14 |
| Yves Filion             | 69   | 42,86 |

| Candidats conseiller #6 | Vote            | %               |
| ----------------------- | --------------- | --------------- |
| Anthony Laroche         | Sans opposition | Sans opposition |

## East Hereford
| Candidats pour la mairie | Vote            | %               |
| ------------------------ | --------------- | --------------- |
| Marie-Ève Breton         | Sans opposition | Sans opposition |

| Candidats conseiller #1 | Vote            | %               |
| ----------------------- | --------------- | --------------- |
| Nicole Bouchard         | Sans opposition | Sans opposition |

| Candidats conseiller #2 | Vote            | %               |
| ----------------------- | --------------- | --------------- |
| Chantal Quirion         | Sans opposition | Sans opposition |

| Candidats conseiller #3 | Vote            | %               |
| ----------------------- | --------------- | --------------- |
| Benoît Lavoie           | Sans opposition | Sans opposition |

| Candidats conseiller #4 | Vote | % |
| ----------------------- | ---- | - |
| Aucune candidature      |      |   |

| Candidats conseiller #5 | Vote            | %               |
| ----------------------- | --------------- | --------------- |
| Linda McDuff (Sortante) | Sans opposition | Sans opposition |

| Candidats conseiller #6    | Vote            | %               |
| -------------------------- | --------------- | --------------- |
| Isabelle Filion (Sortante) | Sans opposition | Sans opposition |

## Martinville
| Candidats pour la mairie | Vote            | %               |
| ------------------------ | --------------- | --------------- |
| Réjean Masson (Sortant)  | Sans opposition | Sans opposition |

| Candidats conseiller #1    | Vote            | %               |
| -------------------------- | --------------- | --------------- |
| Catherine Viens (Sortante) | Sans opposition | Sans opposition |

| Candidats conseiller #2      | Vote            | %               |
| ---------------------------- | --------------- | --------------- |
| Christiane Paquet (Sortante) | Sans opposition | Sans opposition |

| Candidats conseiller #3 | Vote            | %               |
| ----------------------- | --------------- | --------------- |
| Sylvain Côté (Sortant)  | Sans opposition | Sans opposition |

| Candidats conseiller #4        | Vote            | %               |
| ------------------------------ | --------------- | --------------- |
| Michel-Henri Goyette (Sortant) | Sans opposition | Sans opposition |

| Candidats conseiller #5 | Vote            | %               |
| ----------------------- | --------------- | --------------- |
| Gaby Côté (Sortant)     | Sans opposition | Sans opposition |

| Candidats conseiller #6 | Vote            | %               |
| ----------------------- | --------------- | --------------- |
| Patricia Gardner        | Sans opposition | Sans opposition |

## Saint-Herménégilde
| Candidats pour la mairie | Vote            | %               |
| ------------------------ | --------------- | --------------- |
| Gérard Duteau (Sortant)  | Sans opposition | Sans opposition |

| Candidats conseiller #1 | Vote            | %               |
| ----------------------- | --------------- | --------------- |
| Réal Crête (Sortant)    | Sans opposition | Sans opposition |

| Candidats conseiller #2       | Vote            | %               |
| ----------------------------- | --------------- | --------------- |
| Sébastien Desgagnés (Sortant) | Sans opposition | Sans opposition |

| Candidats conseiller #3   | Vote            | %               |
| ------------------------- | --------------- | --------------- |
| Sylvie Fauteux (Sortante) | Sans opposition | Sans opposition |

| Candidats conseiller #4   | Vote | %     |
| ------------------------- | ---- | ----- |
| Steve Lanciaux            | 179  | 73,06 |
| Mario St-Pierre (Sortant) | 66   | 26,94 |

| Candidats conseiller #5 | Vote            | %               |
| ----------------------- | --------------- | --------------- |
| Robin Cotnoir (Sortant) | Sans opposition | Sans opposition |

| Candidats conseiller #6  | Vote | %     |
| ------------------------ | ---- | ----- |
| Jeanne Dubois (Sortante) | 157  | 64,08 |
| André Lefrançois         | 88   | 35,92 |

## Saint-Malo
| Candidats pour la mairie | Vote            | %               |
| ------------------------ | --------------- | --------------- |
| Jacques Madore (Sortant) | Sans opposition | Sans opposition |

| Candidats conseiller #1 | Vote | %     |
| ----------------------- | ---- | ----- |
| Gaétan Fauteux          | 171  | 58,76 |
| Benoît Roy (Sortant)    | 120  | 41,24 |

| Candidats conseiller #2 | Vote            | %               |
| ----------------------- | --------------- | --------------- |
| Karine Montminy         | Sans opposition | Sans opposition |

| Candidats conseiller #3 | Vote | %     |
| ----------------------- | ---- | ----- |
| Marcel Blouin (Sortant) | 203  | 70,49 |
| Hélène Lacasse          | 85   | 29,51 |

| Candidats conseiller #4 | Vote            | %               |
| ----------------------- | --------------- | --------------- |
| Sylvie Cholette         | Sans opposition | Sans opposition |

| Candidats conseiller #5   | Vote            | %               |
| ------------------------- | --------------- | --------------- |
| Robert Fontaine (Sortant) | Sans opposition | Sans opposition |

| Candidats conseiller #6 | Vote            | %               |
| ----------------------- | --------------- | --------------- |
| Marc Fontaine (Sortant) | Sans opposition | Sans opposition |

## Saint-Venant-de-Paquette
| Candidats pour la mairie | Vote            | %               |
| ------------------------ | --------------- | --------------- |
| Henri Pariseau (Sortant) | Sans opposition | Sans opposition |

| Candidats conseiller #1    | Vote            | %               |
| -------------------------- | --------------- | --------------- |
| Sophie Thibault (Sortante) | Sans opposition | Sans opposition |

| Candidats conseiller #2     | Vote            | %               |
| --------------------------- | --------------- | --------------- |
| Nathalie Lacasse (Sortante) | Sans opposition | Sans opposition |

| Candidats conseiller #3   | Vote            | %               |
| ------------------------- | --------------- | --------------- |
| Daniel Gendreau (Sortant) | Sans opposition | Sans opposition |

| Candidats conseiller #4       | Vote            | %               |
| ----------------------------- | --------------- | --------------- |
| Jacinthe Thibeault (Sortante) | Sans opposition | Sans opposition |

| Candidats conseiller #5     | Vote            | %               |
| --------------------------- | --------------- | --------------- |
| Isabelle Loignon (Sortante) | Sans opposition | Sans opposition |

| Candidats conseiller #6            | Vote            | %               |
| ---------------------------------- | --------------- | --------------- |
| Marie-Andrée Vanzeveren (Sortante) | Sans opposition | Sans opposition |

## Sainte-Edwidge-de-Clifton
| Candidats pour la mairie | Vote            | %               |
| ------------------------ | --------------- | --------------- |
| Bernard Marion (Sortant) | Sans opposition | Sans opposition |

| Candidats conseiller #1   | Vote            | %               |
| ------------------------- | --------------- | --------------- |
| Émilie Groleau (Sortante) | Sans opposition | Sans opposition |

| Candidats conseiller #2  | Vote            | %               |
| ------------------------ | --------------- | --------------- |
| Jacques Ménard (Sortant) | Sans opposition | Sans opposition |

| Candidats conseiller #3 | Vote            | %               |
| ----------------------- | --------------- | --------------- |
| Lyssa Paquette          | Sans opposition | Sans opposition |

| Candidats conseiller #4   | Vote            | %               |
| ------------------------- | --------------- | --------------- |
| Yvon Desrosiers (Sortant) | Sans opposition | Sans opposition |

| Candidats conseiller #5 | Vote            | %               |
| ----------------------- | --------------- | --------------- |
| Line Gendron            | Sans opposition | Sans opposition |

| Candidats conseiller #6 | Vote            | %               |
| ----------------------- | --------------- | --------------- |
| Éric Leclerc            | Sans opposition | Sans opposition |

## Stanstead-Est
| Candidats pour la mairie  | Vote            | %               |
| ------------------------- | --------------- | --------------- |
| Gilbert Ferland (Sortant) | Sans opposition | Sans opposition |

| Candidats conseiller #1     | Vote            | %               |
| --------------------------- | --------------- | --------------- |
| Mathieu Laliberté (Sortant) | Sans opposition | Sans opposition |

| Candidats conseiller #2 | Vote            | %               |
| ----------------------- | --------------- | --------------- |
| Pamela B. Steen         | Sans opposition | Sans opposition |

| Candidats conseiller #3 | Vote            | %               |
| ----------------------- | --------------- | --------------- |
| Rock Simard (Sortant)   | Sans opposition | Sans opposition |

| Candidats conseiller #4       | Vote            | %               |
| ----------------------------- | --------------- | --------------- |
| Jean-Marie Lefebvre (Sortant) | Sans opposition | Sans opposition |

| Candidats conseiller #5 | Vote            | %               |
| ----------------------- | --------------- | --------------- |
| Annie Roberge           | Sans opposition | Sans opposition |

| Candidats conseiller #6      | Vote            | %               |
| ---------------------------- | --------------- | --------------- |
| William Carbonneau (Sortant) | Sans opposition | Sans opposition |

## Waterville
| Nathalie Dupuis (Sortante)     | 453 | 66,52 |
| Josée Bélanger                 | 210 | 30,84 |
| Clifford Reed                  | 18  | 2,64  |
| Taux de participation : 44,8 % |     |       |

| Candidats conseiller #1   | Vote            | %               |
| ------------------------- | --------------- | --------------- |
| Philippe-David Blanchette | Sans opposition | Sans opposition |

| Candidats conseiller #2 | Vote | %     |
| ----------------------- | ---- | ----- |
| Gaétan Lafond (Sortant) | 446  | 67,27 |
| Vincent Dionne          | 217  | 32,73 |

| Candidats conseiller #3 | Vote | %     |
| ----------------------- | ---- | ----- |
| Karl Hunting (Sortant)  | 439  | 65,33 |
| Kathleen Mackey         | 233  | 34,67 |

| Candidats conseiller #4  | Vote | %     |
| ------------------------ | ---- | ----- |
| Gordon Barnett (Sortant) | 511  | 75,82 |
| Normand Cabana           | 163  | 24,18 |

| Candidats conseiller #5 | Vote            | %               |
| ----------------------- | --------------- | --------------- |
| René Couture            | Sans opposition | Sans opposition |

| Candidats conseiller #6  | Vote            | %               |
| ------------------------ | --------------- | --------------- |
| Carole Chassé (Sortante) | Sans opposition | Sans opposition |